# Lê Vũ Anh
Lê Vũ Anh (1950-1981) là một nhà toán học nữ Việt Nam, con gái của cố tổng bí thư Lê Duẩn. Bà còn được biết đến nhiều ở Nga và Việt Nam vì mối tình bị cấm đoán nổi tiếng với nhà toán học Viktor Maslov. Năm 1975, bà đã có công bố trên tạp chí khoa học quốc tế, trước cả giáo sư Hoàng Xuân Sính.

## Cuộc đời
Bà Lê Vũ Anh sinh năm 1950 tại Việt Nam và là con gái đầu tiên của Lê Duẩn và người vợ thứ hai có gốc Hoa, Bảy Vân (tức Nguyễn Thụy Nga).
Năm lên 4 tuổi, Lê Vũ Anh đã theo mẹ mình, bà Nguyễn Thụy Nga, lúc đó đang mang thai Lê Kiên Thành, để tập kết ra Bắc, còn cha bà ở lại miền Nam tham gia hoạt động cách mạng.
Năm 1959, bà Anh theo mẹ sang học ở Trường Đại học nhân dân Bắc Kinh, Trung Quốc. Bà Vũ Anh, theo lời kể của Viktor Maslov, chơi thân với con gái của Đặng Tiểu Bình. Họ có cả hình chụp chung khi được ngồi trên đùi Mao Trạch Đông.
Năm 1964, bà Anh lại phải chia tay với mẹ, khi bà quyết định trở về miền Nam Việt Nam. Bà Vũ Anh sau đó sống cùng với người chú, em của Lê Duẩn.  Bà là học sinh giỏi văn miền Bắc và được kết nạp Đảng từ năm lớp 10. Tới năm 1973, bà Vũ Anh mới gặp lại mẹ mình ở Moskva.
Ở Moskva bà học ngành Vật lý toán ở khoa Vật lý, Đại học tổng hợp Lomonosov, cùng khoa còn có Võ Hạnh Phúc, con gái Võ Nguyên Giáp.
Theo Maslov, bà Vũ Anh say mê học toán và có tham dự một lớp chuyên đề do Viktor Maslov trực tiếp giảng, trong khi các sinh viên bỏ học hết thì cuối cùng chỉ còn có hai người thảo luận với nhau.
Lê Vũ Anh đã trải qua một mối tình đầy bi kịch với nhà toán học lớn hơn bà 20 tuổi, vì vào thập niên 1970, các sinh viên khi được nhà nước Việt Nam Dân chủ Cộng hòa cho đi du học không được phép có quan hệ tình cảm với người ngoại quốc, ai bị bắt quả tang sẽ phải kiểm điểm hoặc có thể bị đuổi về nước. Theo Maslov, bà Vũ Anh để khỏi gặp rắc rối đã về nước lấy một sinh viên người Việt cùng trường đại học và muốn ở lại Việt Nam để quên đi mối tình với Maslov. Tuy nhiên cô ta bị cha bắt buộc quay lại Nga để hoàn thành khóa học. Khi cùng chồng trở lại Moskva, Vũ Anh mới biết là mình không yêu chồng mình và không thể quên được người tình. Bà quyết định sống ly thân với chồng và tiếp tục qua lại với người hướng dẫn khoa học của mình là Maslov.
Sau khi có thai lần thứ nhì, lần đầu bị sẩy thai, Vũ Anh đã có đủ nghị lực để xin chồng ly hôn nhằm có thể làm hôn thú (không cho gia đình biết) với Maslov.  Bà sinh một con gái vào ngày 31 tháng 10 năm 1977 tên là Lena.
Gặp cha tình cờ khi ông sang Nga công tác, Vũ Anh đã thú nhận mọi chuyện tình cảm của mình. Ông Lê Duẩn đã không chấp nhận những việc đó, cho mật vụ theo dõi và tìm cách dụ con về nước. Theo Maslov, liên quan đến cuộc hôn nhân, Lê Duẩn từng sỉ nhục bà Vũ Anh vì dòng máu người Hoa bên ngoại của bà.
Tuy nhiên dần dần Vũ Anh đã hòa giải được với gia đình. Lê Duẩn trong những lần đi Moskva, lúc nào cũng muốn gặp cho được cháu ngoại Lena, nhưng ông lại không muốn gặp Maslov.
Sau khi sinh Tania (sinh năm 1979), người con thứ hai, bà Vũ Anh tiếp tục sinh thêm một cậu con trai là Anton, nhưng bà đã qua đời ngay sau khi sinh vì bị băng huyết vào năm 1981.
Thi thể bà được hỏa táng, bình tro được bà Bảy Vân đêm về Việt Nam.
Năm 1989, Maslov dùng bút danh là O. Martưnov xuất bản tự truyện "Tình yêu không vũ khí" (NXB Công nhân Moskva) kể về cuộc tình với bà Lê Vũ Anh.

## Nghiên cứu Toán học
Bà bảo vệ tiến sĩ năm 1979 với luận văn có nhan đề "Асимптотика многомерных фазовых интегралов" (tạm dịch: Sự tiệm cận của các tích phân phase nhiều chiều) dưới chính sự hướng dẫn của chồng bà, Viktor Maslov.
Theo Mathscinet của Hội Toán học Hoa Kỳ, bà đã công bố một số công trình về Vật lý Toán (danh sách có thể chưa đầy đủ), tất cả đã được dịch sang tiếng Anh:
- V. G. Danilov, Le Vu An', “On Fourier integral operators”, Math. USSR-Sb., 38:3 (1981), 293–334. DOI: http://dx.doi.org/10.1070/SM1981v038n03ABEH001332
- Le Vu An', “Complex WKB method for calculating the asymptotic behavior of phase integrals”, Theoret. and Math. Phys., 28:2 (1976), 787–791. DOI: https://doi.org/10.1007/BF01029038
- Le Vu An', “Classical asymptotic behavior of the free Schrödinger equation for calculating corrections in the stationary phase method”, Theoret. and Math. Phys., 25:2 (1975), 1124–1127. DOI: https://doi.org/10.1007/BF01028957